# Душанбинская ТЭЦ
Душанби́нская ТЭЦ (тадж. Маркази Барқии Гармидиҳии Душанбе, ранее — Сталинабадская ТЭЦ) — старейшая тепловая электростанция (теплоэлектроцентраль) Республики Таджикистан, расположенная в городе Душанбе. Находится в управлении государственной энергокомпании ОАХК «Барки Точик».

## История
Для обеспечения тепловой и электрической энергией строящегося Сталинабадского текстильного комбината в 1957 в городе Сталинабаде (ныне — Душанбе) была построена и введена в эксплуатацию Сталинабадская ТЭЦ. Проект станции разработан Киевским институтом «Промпроект». Первоначально на ТЭЦ были установлены два турбоагрегата общей мощностью 12 МВт.
В 1962 году в связи с ростом тепловых и электрических нагрузок были установлены ещё два турбоагрегата единичной мощностью 35 МВт. В 1964 году введён в эксплуатацию турбоагрегат мощностью 60 МВт, в 1965 году — мощностью 100 МВт.
В конце 2000-х годов были проведены работы по реконструкции и модернизации ТЭЦ.
В разное время директорами станции были: Г. И. Плугатар, М. Ф. Левдиков, Г. И. Тихонов (с 1963 по 1981), П. П. Раменский, А. Орифов, В. Н. Набиев. Действующий директор Душанбинской ТЭЦ — У. С. Ниёзов.

## Описание
Установленная электрическая мощность ТЭЦ составляет 198 МВт.
На ТЭЦ установлены 2 агрегата мощностью 35 МВт, один агрегат — 42 МВт, один агрегат — 86 МВт. Тепловая схема станции выполнена с поперечными связями и допускает выделение на блочную работу с турбогенераторами.
Основное топливо ТЭЦ — природный газ, резервное — малосернистый мазут.
В настоящее время Душанбинская ТЭЦ управляется ОАХК «Барки Точик». Тепловая энергия реализуется Душанбинскому предприятию тепловых сетей (ДПТС). В составе Душанбинской ТЭЦ находятся две городские котельные: Восточная и Западная.
Выдача электроэнергии в западную энергосистему Таджикистана осуществляется через ОРУ 110 кВ и шесть ЛЭП 110 кВ.